# Кьон Вонха
Кьон Вонха (хангъл:경원하) е севернокорейски ядрен физик, считан за баща на севернокорейската ядрена програма. Много малко детайли са известни относно това къде е роден и за какви научни дейности е бил отговорен в КНДР. Знае се, че е следвал в университета Ким Ир Сен в Пхенян. По време на Корейската война той дезертира в Южна Корея, после в Бразилия и Канада. Там взима магистърска степен в университета МакГий през 1969. Приема покана на севернокорейското правителство да се върне в родината си, но преди да направи това през 1972 година е поставен под домашен арест. След завръщането си вероятно е бил наставник по строителните работи в Йонбьон.